# Jasmina Perazić
Jasmina Perazić, född den 6 december 1960 i Novi Sad Serbien, är en jugoslavisk basketspelare som var med och tog OS-brons 1980 i Moskva. Detta var andra gången damerna deltog vid de olympiska baskettävlingarna, tillika Jugoslaviens första medalj på damsidan.